# Evania subspinosa
Evania subspinosa är en stekelart som beskrevs av Jean-Jacques Kieffer 1911. Evania subspinosa ingår i släktet Evania och familjen hungersteklar. Inga underarter finns listade i Catalogue of Life.